# Boris Vladimirovič Romanov
Boris Vladimirovič Romanov o Boris Vladimirovič di Russia (in russo Борис Владимирович?; San Pietroburgo, 24 novembre 1877 – Parigi, 9 novembre 1943) è stato un principe e generale russo appartenente alla Casa imperiale di Russia.

## Biografia

### Infanzia
Nacque il 24 novembre 1877 a San Pietroburgo dal granduca Vladimir Aleksandrovič, nipote dello zar Alessandro II di Russia e cugino di Nicola II.

### Carriera militare
Intraprese la carriera militare, servendo dapprima nella Guardia Ussara. Prese parte alla guerra russo-giapponese nel 1904 e divenne generale di Stato maggiore dell'Esercito imperiale russo durante la prima guerra mondiale, comandando il reggimento dei Cosacchi Atamani nel 1915.

### Esilio e morte
Fu arrestato nel marzo del 1917 dal Governo provvisorio, ma riuscì a fuggire raggiungendo la sua famiglia nel Caucaso, per poi raggiungere Parigi nel 1919, dove visse fino alla morte.
Il granduca Boris morì a Cannes il 9 novembre 1943.

## Ascendenza
|                                               |                                        |                                           | Genitori                                     |  |  | Nonni |  |  | Bisnonni           |  |  | Trisnonni         |  |
|                                               |                                        |                                           |                                              |  |  |       |  |  | Nicola I di Russia |  |  | Paolo I di Russia |  |
|                                               |                                        |                                           |                                              |  |  |       |  |  | Nicola I di Russia |  |  | Paolo I di Russia |  |
|                                               |                                        | Sofia Dorotea di Württemberg              |                                              |  |  |       |  |  | Nicola I di Russia |  |  |                   |  |
| Alessandro II di Russia                       |                                        |                                           |                                              |  |  |       |  |  | Nicola I di Russia |  |  |                   |  |
|                                               |                                        | Carlotta di Prussia                       | Federico Guglielmo III di Prussia            |  |  |       |  |  |                    |  |  |                   |  |
|                                               |                                        | Carlotta di Prussia                       | Federico Guglielmo III di Prussia            |  |  |       |  |  |                    |  |  |                   |  |
|                                               |                                        | Carlotta di Prussia                       | Luisa di Meclemburgo-Strelitz                |  |  |       |  |  |                    |  |  |                   |  |
| Vladimir Aleksandrovič Romanov                |                                        | Carlotta di Prussia                       |                                              |  |  |       |  |  |                    |  |  |                   |  |
|                                               |                                        | Luigi II d'Assia                          | Luigi I d'Assia                              |  |  |       |  |  |                    |  |  |                   |  |
|                                               |                                        | Luigi II d'Assia                          | Luigi I d'Assia                              |  |  |       |  |  |                    |  |  |                   |  |
|                                               |                                        | Luigi II d'Assia                          | Luisa d'Assia-Darmstadt                      |  |  |       |  |  |                    |  |  |                   |  |
| Maria d'Assia-Darmstadt                       |                                        | Luigi II d'Assia                          |                                              |  |  |       |  |  |                    |  |  |                   |  |
|                                               |                                        | Guglielmina di Baden                      | Carlo Luigi di Baden                         |  |  |       |  |  |                    |  |  |                   |  |
|                                               |                                        | Guglielmina di Baden                      | Carlo Luigi di Baden                         |  |  |       |  |  |                    |  |  |                   |  |
|                                               |                                        | Guglielmina di Baden                      | Amalia d'Assia-Darmstadt                     |  |  |       |  |  |                    |  |  |                   |  |
| Boris Vladimirovič Romanov                    |                                        | Guglielmina di Baden                      |                                              |  |  |       |  |  |                    |  |  |                   |  |
|                                               | Paolo Federico di Meclemburgo-Schwerin | Federico Ludovico di Meclemburgo-Schwerin |                                              |  |  |       |  |  |                    |  |  |                   |  |
|                                               | Paolo Federico di Meclemburgo-Schwerin | Federico Ludovico di Meclemburgo-Schwerin |                                              |  |  |       |  |  |                    |  |  |                   |  |
|                                               | Paolo Federico di Meclemburgo-Schwerin | Elena Pavlovna Romanova                   |                                              |  |  |       |  |  |                    |  |  |                   |  |
| Federico Francesco II di Meclemburgo-Schwerin | Paolo Federico di Meclemburgo-Schwerin |                                           |                                              |  |  |       |  |  |                    |  |  |                   |  |
|                                               |                                        | Alessandrina di Prussia                   | Federico Guglielmo III di Prussia            |  |  |       |  |  |                    |  |  |                   |  |
|                                               |                                        | Alessandrina di Prussia                   | Federico Guglielmo III di Prussia            |  |  |       |  |  |                    |  |  |                   |  |
|                                               |                                        | Alessandrina di Prussia                   | Luisa di Meclemburgo-Strelitz                |  |  |       |  |  |                    |  |  |                   |  |
| Maria di Meclemburgo-Schwerin                 |                                        | Alessandrina di Prussia                   |                                              |  |  |       |  |  |                    |  |  |                   |  |
|                                               |                                        | Principe Enrico LXIII di Reuss-Köstritz   | Principe Enrico XLIV di Reuss-Köstritz       |  |  |       |  |  |                    |  |  |                   |  |
|                                               |                                        | Principe Enrico LXIII di Reuss-Köstritz   | Principe Enrico XLIV di Reuss-Köstritz       |  |  |       |  |  |                    |  |  |                   |  |
|                                               |                                        | Principe Enrico LXIII di Reuss-Köstritz   | Baronessa Guglielmina di Geuder              |  |  |       |  |  |                    |  |  |                   |  |
| Augusta di Reuss-Köstritz                     |                                        | Principe Enrico LXIII di Reuss-Köstritz   |                                              |  |  |       |  |  |                    |  |  |                   |  |
|                                               |                                        | Contessa Eleonora di Stolberg-Wernigerode | Conte Enrico di Stolberg-Wernigerode         |  |  |       |  |  |                    |  |  |                   |  |
|                                               |                                        | Contessa Eleonora di Stolberg-Wernigerode | Conte Enrico di Stolberg-Wernigerode         |  |  |       |  |  |                    |  |  |                   |  |
|                                               |                                        | Contessa Eleonora di Stolberg-Wernigerode | Principessa Giovanna di Schonburg-Waldenburg |  |  |       |  |  |                    |  |  |                   |  |
|                                               |                                        | Contessa Eleonora di Stolberg-Wernigerode |                                              |  |  |       |  |  |                    |  |  |                   |  |